# Pilar Ruiz
Nilsan Dufay Ruiz Yarce, conocida como Pilar Ruiz (Medellín, 12 de diciembre de 1984), es una modelo y actriz colombiana retirada. Reconocida en Chile por ser la Reina del Festival de Viña del Mar en 2008. 
Algunos critican su carrera por no ser conocida en su país natal, lo cual por sus defensores diciendo que no tiene nada de malo. Otros han dicho que Pilar no es su nombre real. El tema en discusión incluso fue notificado a la Policía de Investigaciones de Chile, que le realizó un control de identidad de acuerdo a la ley. La respuesta de la Policía y del Registro Civil corroboraron que su documentación, dando a conocer que su nombre real es Nilsan Dufay Ruiz Yarce. Según su asesor, Mauricio Choapa, decidió simplemente usar un nombre más fácil de recordar en relación a las otras candidatas y quedó como Pilar Ruiz. 
Fue elegida por el sitio Planetamodelos.com para ser su enviada como notera al XLIX Festival Internacional de la Canción de Viña del Mar, y de paso, postularla como candidata a Reina del Festival de Viña del Mar. Ruiz participó en el programa Pollo en Conserva de La Red como invitada desde el 17 de febrero de 2008. Resultó elegida reina por la gran mayoría de la prensa, únicos votantes en el tradicional concurso organizado por el diario La Cuarta. Cumplió con la tradición del piscinazo, el cual fue empañado por la actitud de la modelo y cantante argentina Rocío Marengo, que habría tratado de perjudicar a la nueva reina. Pilar se convirtió en la última reina que no fuera de Canal 13 ya que el canal se quedaría con las próximas 9 reinas, desde el 2009 con Catherine Fulop.
Tras su coronación, fue contratada como modelo en el programa Morandé con Compañía, trabajando en el sketch de Che Copete "Amor Turnio". Apareció esporádicamente en 2011, en el programa Así Somos de La Red, como panelista y modelo. 
En agosto de 2012 comienza a participar en el reality show Pareja perfecta de Canal 13 hasta que se acabó su estadía en el encierro.
En diciembre de 2014 entra al reality de Mega Amor a prueba, en el cual no duró mucho y tuvo que abandonar por una lesión.
En diciembre de 2016 anunció en el programa chileno Intrusos del canal La Red que se convertirá en madre por primera vez.
En marzo de 2017 Pilar decide viajar a Miami desde Santiago, para tomar unas vacaciones en compañía de 2 amigas y recuperarse de la pérdida de su bebé. Sin embargo sufre un accidente feroz con resultado fatal, donde el auto en que viajaban es colisionado por una camioneta gris a exceso de velocidad. Pilar pierde el conocimiento e ingresa de urgencia en el Jackson Memorial Hospital de la ciudad norteamericana, donde es intervenida rápidamente, abierta en el abdomen para frenar una hemorragia interna y operada de la vejiga con riesgo de sufrir de incontinencia. Recupera el conocimiento y queda con 2 cicatrices de costura en el abdomen y en la pierna, donde recibió un corte para poder ser sacada del vehículo. En la actualidad Pilar deberá permanecer en Miami al menos hasta caminar, se encuentra en trabajo fisiológico y kinesiológico de recuperación y tiene pasajes de regreso a Chile para el mes de mayo. Contrató un abogado para ver el tema de la demanda civil por daños y perjuicios debido al accidente.

## Elección de Reina
| País      | Candidata             | Representante             | Número de Votos |
| --------- | --------------------- | ------------------------- | --------------- |
| Colombia  | Pilar Ruiz            | Planetamodelos.com        | 83 Votos        |
| Brasil    | Paloma Fiuza          | S.Q.P                     | 45 Votos        |
| Chile     | María Eugenia Larraín | UCV                       | 43 Votos        |
| Chile     | Dominique Gallego     | Intrusos en la televisión | 38 Votos        |
| Argentina | Rocío Guirao Díaz     | Jurado del Festival       | 25 Votos        |
| Chile     | Monserrat Torrent     | Mira quién habla          | 25 VotosDSD     |